# دوره شاکا

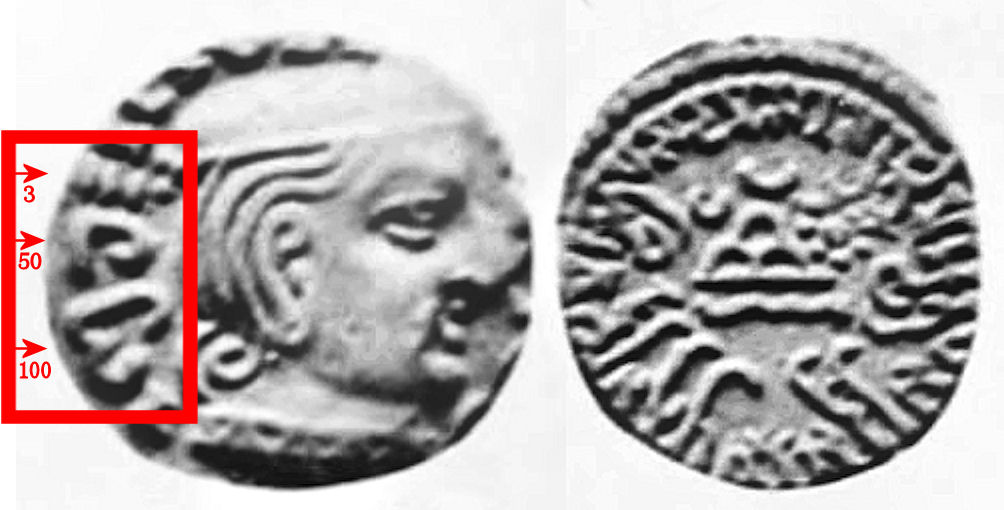
سکه ساتراپ‌های باختری حاکم داماسنا. تاریخ ضرب، در اینجا ۱۵۳ (۱۰۰-۵۰-۳ در اعداد خط براهمی) از دوران ساکا، بنابراین ۲۳۱ پس از میلاد، به وضوح در پشت سر پادشاه ظاهر می‌شود.

دوره شاکا (انگلیسی: Shaka era) یا دوره ساکا (Śaka, Śāka)، یکی از دوره‌های گاه‌شماری (شماره‌گذاری سال) هندوی تاریخی است.